# 17 юли
17 юли е 198-ият ден в годината според григорианския календар (199-и през високосна година). Остават 167 дни до края на годината.

## Събития
- 813 г. – Обсада на Константинопол: Българската войска, предвождана от Хан Крум, обсажда столицата на Византия Константинопол.
- 1279 г. – Войските на Ивайло разбиват в Котленския проход 10-хилядна византийска армия на император Михаил VIII Палеолог.
- 1393 г. – След дълга обсада от войските на османския султан Баязид I, пада столицата на Втората българска държава Търново.
- 1453 г. – Французите удържат решителна победа срещу англичаните в Битката при Кастийон, последната от Стогодишната война.
- 1762 г. – Петър III е убит, докато е задържан в Ропша, 38 дни след като той е отстранен от поста Император на Русия и заменен с неговата жена Екатерина II.
- 1868 г. – Столицата на Япония е преместена от Киото в Едо (днешно Токио).
- 1879 г. – Назначено е Първото правителство на България, начело с Тодор Бурмов.
- 1917 г. – С указ на краля на Великобритания Джордж V фамилията на кралската династия Сакс-Кобург-Гота е заменена на Уиндзор.
- 1918 г. – По нареждане на Болшевишката партия и извършено от ЧК (Чека), цялото семейство на последния император на Русия цар Николай II е избито в Екатеринбург.
- 1936 г. – Започва Гражданската война в Испания.
- 1942 г. – Програмата на антифашистката организация Отечествен фронт е оповестена по нелегалната радиостанция Христо Ботев.
- 1945 г. – Втора световна война: Край Берлин започва Потсдамската конференция на трите главни антихитлеристки сили – Великобритания, САЩ и СССР, с участието на Чърчил, Хари Труман и Сталин.
- 1955 г. – В Анахайм, САЩ, Уолт Дисни отрива първият увеселителен парк Дисниленд.
- 1975 г. – Експериментален полет Аполо-Союз: Американският кораб Аполо и съветският космически кораб Союз осъществяват в орбита около Земята скачване на космически апарати на две нации за първи път в историята.
- 1975 г. – Източен Тимор е анексиран и става 27-а провинция на Индонезия.
- 1990 г. – Правителството на БСП взема решение тялото на Георги Димитров да се извади от мавзолея и да се погребе; решението е изпълнено същата нощ.
- 1994 г. – Състои се финалът на Световното първенство по футбол в САЩ, на който Националният отбор по футбол на Бразилия побеждава Националния отбор по футбол на Италия след дузпи.
- 1996 г. – Полет 800 на „Транс Уърлд Еърлайнс“ експлодира и се разбива в Атлантическия океан близо до Източен Моричес, щата Ню Йорк, загиват всичките 230 души на борда.
- 1998 г. – България става член на ЦЕФТА.
- 2006 г. – Цунами, предизвикани от земетресение с магнитуд 7,2 по скалата на Рихтер, връхлита индонезийския остров Ява, отчита се, че жертвите са стотици.
- 2007 г. – Полет 3054 на „Ти Ей Ем Еърлайнс“ се разбива в склад след кацане в края на пистата на летище Летище Сао Пауло–Конгоняс и убива 199 души.
- 2014 г. – Полет 17 на „Малайзия Еърлайнс“ е свален в източна Украйна от про-руски сепаратисти, загиват всички 295 пътници.

## Родени
- 1487 г. – Исмаил I, шах на Иран († 1524 г.)
- 1846 г. – Николай Николаевич Миклухо-Маклай, руски етнограф и антрополог († 1888 г.)
- 1876 г. – Илия Димушев, български революционер († 1934 г.)
- 1888 г. – Шмуел Йосеф Агнон, израелски писател, Нобелов лауреат през 1966 († 1970 г.)
- 1889 г. – Ърл Стенли Гарднър, американски адвокат и писател († 1970 г.)
- 1891 г. – Борис Лавреньов, руски писател († 1959 г.)
- 1896 г. – Кольо Карагьозов, български фабрикант и общественик († 1972 г.)
- 1898 г. – Александър Бегажев, български журналист († 1971 г.)
- 1899 г. – Джеймс Кагни, американски актьор († 1986 г.)
- 1906 г. – Петър Панайотов, български комунист († 1991 г.)
- 1913 г. – Роже Гароди, френски философ и писател († 2012 г.)
- 1916 г. – Александър Гейщор, полски историк († 1999 г.)
- 1920 г. – Хуан Антонио Самаранч, испански президент на МОК († 2010 г.)
- 1929 г. – Бранко Зебец, хърватски футболист и треньор († 1988 г.)
- 1932 г. – Войчех Килар, полски пианист, диригент и композитор († 2013 г.)
- 1934 г. – Димитър Манчев, български артист († 2009 г.)
- 1935 г. – Доналд Съдърланд, канадски актьор († 2024 г.)
- 1939 г. – Милва, италинска певица и театрална актриса († 2021 г.)
- 1942 г. – Михаил Неделчев, български литературовед
- 1944 г. – Евгени Чачев, български политик
- 1946 г. – Венцеслав Кисьов, български актьор († 2014 г.)
- 1946 г. – Клаудия Ислас, мексиканска актриса
- 1947 г. – Камила, херцогиня на Корнуол, англичанка
- 1949 г. – Гийзър Бътлър, британски музикант (Black Sabbath)
- 1950 г. – Георги Борисов, български поет и преводач
- 1952 г. – Дейвид Хаселхоф, американски актьор
- 1954 г. – Ангела Меркел, канцлер на Германия
- 1954 г. – Джоузеф Майкъл Стразински, американски сценарист, писател и продуцент
- 1955 г. – Мартин Р. Дин, швейцарски писател
- 1955 г. – Червенко Крумов, български поет († 2012 г.)
- 1961 г. – Фидел Беев, български политик († 2021 г.)
- 1961 г. – Любомир Шейтанов, български футболист
- 1963 г. – Суха Арафат, палестински политик
- 1967 г. – Константин Папазов, български треньор
- 1974 г. – Ахмед Ахмедов, български политик и инженер
- 1976 г. – Константин, български попфолк певец
- 1978 г. – Тревър Макневън, канадски певец
- 1978 г. – Татяна, българска попфолк певица
- 1980 г. – Живко Панайотов, български футболист
- 1981 г. – Смилен Мляков, български волейболист
- 1986 г. – Йозлем Йълмаз, турска киноактриса

## Починали
- 855 г. – Лъв IV, римски папа
- 1588 г. – Синан, османски архитект (* 1489 г.)
- 1763 г. – Петър III, император на Русия (* 1728 г.)
- 1790 г. – Адам Смит, шотландски икономист и философ (* 1723 г.)
- 1790 – Йохан II Бернули, швейцарски математик (* 1710 г.)
- 1793 г. – Шарлот Корде, френска благородничка и убийца (* 1768 г.)
- 1907 г. – Ектор Мало, френски писател (* 1830 г.)
- 1910 г. – Александър Богориди, български политик (* 1822 г.)
- 1912 г. – Анри Поанкаре, френски математик (* 1854 г.)
- 1918 г. – Анастасия Николаевна, руска княгиня (* 1901 г.)
- 1918 г. – семейството на император Николай II Александрович (* 1868 г.)

- Императрица Александра Фьодоровна(* 1872 г.)
- Княгиня Олга Николаевна (* 1895 г.)
- Княгиня Татяна Николаевна (* 1897 г.)
- Княгиня Мария Николаевна (* 1899 г.)
- Княгиня Анастасия Николаевна (* 1901 г.)
- Царевич Алексей Николаевич (* 1904 г.)

- 1940 г. – Арнолдо Дзоки, италиански скулптор (* 1862 г.)
- 1945 г. – Александър Кръстев, български диригент и композитор (* 1879 г.)
- 1946 г. – Дража Михайлович, сръбски генерал (* 1893 г.)
- 1959 г. – Били Холидей, американска джаз певица (* 1915 г.)
- 1967 г. – Джон Колтрейн, американски музикант (* 1926 г.)
- 1967 г. – Тодор Владигеров, български икономист (* 1898 г.)
- 1969 г. – Нестор Мирчевски, български резбар (* 1873 г.)
- 1975 г. – Борис Бабочкин, руски драматичен филмов артист (* 1904 г.)
- 1980 г. – Григор Агаронян, арменски скулптор (* 1896 г.)
- 1982 г. – Христо Кодов, български литературовед и палеограф (* 1901 г.)
- 1986 г. – Ристо Шишков, югославски актьор (* 1940 г.)
- 1990 г. – Едуард Мърфи, американски инженер (* 1918 г.)
- 1995 г. – Хуан Мануел Фанджо, аржентински пилот от Формула 1 (* 1911 г.)
- 2005 г. – Едуард Хийт, Министър-председател на Обединеното кралство (* 1916 г.)
- 2006 г. – Мики Спилейн, американски писател (* 1918 г.)
- 2009 г. – Меир Амит, израелски политик (* 1921 г.)
- 2009 г. – Лешек Колаковски, полски философ (* 1927 г.)

## Празници
- Имен ден на Емил и Емилия (или на 8 август)
- Православна църква – Ден на великомъченица Марина
- България, Созопол – Празник на града
- Русия – Ден в памет на екзекутираното от комунистите царско семейство
- Южна Корея – Ден на конституцията (1948 г.)